# Клое Делом
Клое Делом (фр. Chloé Delaume) — псевдонім французької письменниці та есеїстки Наталі Дален (народилася 10 березня 1973 року у Версалі).

## Біографія
Наталі Дален народилася 10 березня 1973 року у Версалі.Її батьки померли в 1983 році, і вона виросла з родичами в Бейруті, Ліван. Дален почала навчатися в університеті Париж-Нантер, але покинула навчання. Вона була співредактором журналу Revue EvidenZ разом зі своїм чоловіком Мехді Белхадж Касем. Дален писала рецензії для літературного журналу Le matricule des anges. Її перший роман був опублікований у 2000 році під псевдонімом Chloé Delaume. Роман Le Cri du sablier (Крик піскового годинника), опублікований у 2001 році, отримав Prix Décembre. У 2020 році вона отримала премію Prix Médicis за роман Le cœur synthétique (Синтетичне серце).

## Твори
- Les Mouflettes d'Atropos, Éditions Farrago, 2000
- Mes Weekends sont pires que les vôtres, Éditions du Néant, 2001
- Le Cri du sablier, Editions farrago/Léo Scheer, 2001
- La Vanité des Somnambules, Éditions Farrago/Léo Scheer, 2003
- Monologue pour épluchures d'Atrides, Éditions du CIPM, 2003
- Corpus Simsi, Éditions Léo Scheer, 2003
- Certainement pas, Éditions Verticales, 2004
- Les Juins ont tous la même peau, Éditions La Chasse au Snark, 2005
- J'habite dans la télévision, Verticales Éditions, 2006
- Neuf Leçons de litterature, 2007
- Chanson de geste & Opinions, Editions Mac/Val, 2007
- La Dernière Fille avant la guerre, Éditions Naïve Sessions, 2007
- La Nuit je suis Баффі Саммерс, Éditions èe, 2007
- Transhumances, Éditions èe, 2007
- Dans ma maison sous terre, Seuil, 2008
- Eden matin midi et soir, Joca Seria, 2009
- Narcisse et ses aiguilles, L'une et l'autre, 2009
- Au commencement était l'adverbe, 2010
- La Règle du je, PUF, 2010
- Sillages, Cadex, 2010
- Le Deuil des deux syllabes, L'une et l'autre, 2011
- Жінка з особистою індивідуальністю, Seuil, 2012
- Perceptions, ілюстрації Франсуа Аларі, серія Joca, 2012
- Les Sorcières de la République, Seuil, 2016
- Mes Bien Chères Sœurs, Seuil, 2019
- Le cœur synthétique, Seuil, 2020